# Agrias pseudoconnectans
Agrias pseudoconnectans är en fjärilsart som beskrevs av Le Moult 1925. Agrias pseudoconnectans ingår i släktet Agrias och familjen praktfjärilar. Inga underarter finns listade i Catalogue of Life.